# Shiji Dadao
Shiji Dadao (chiń. 世纪大道站) – stacja metra w Szanghaju, na linii 2, 4, 6 i 9. Zlokalizowana jest pomiędzy stacjami Dongchang Lu, Shanghai Keji Guan, Pudian Lu, Pudong Dadao, Yuanshen Tiyuchang, Shangcheng Lu, oraz Yanggao Zhong Lu. Została otwarta 28 października 1999.